# Nikolaos Georgeas
Nikolaos 'Nikos' Georgeas (Grieks: Νικόλαος 'Νίκος' Γεωργέας) (Kalamáta, 27 december 1976) is een Grieks voetballer die momenteel voor PAE Veria speelt. Hij speelde eerder bij Kalamata FC en werd uitgeleend aan PAS Giannina in 1996, maar vertrok in 2000 naar AEK Athene. Nadien trok hij naar het kleinere PAE Veria. Georgeas speelt als verdediger en kan zowel op de rechterflank als centraal spelen.